# (4264) Karljosephine
(4264) Karljosephine ist ein Hauptgürtelasteroid, der am 22. Oktober 1989 von Karl F. J. Cwach vom Siding-Spring-Observatorium aus entdeckt wurde.
Der Asteroid wurde nach den Eltern des Entdeckers, Karl Wilhelm Cwach und Josephine Anna-Maria Cwach, benannt.